# LA-Antarte/Saison 2011
Dieser Artikel listet Erfolge und Mannschaft des Radsportteams LA-Antarte in der Saison 2011 auf.

## Erfolge in der Europe Tour
| Datum     | Rennen                        | Kat. | Fahrer        |
| --------- | ----------------------------- | ---- | ------------- |
| 10. Juni  | 2. Etappe Volta ao Alentejo   | 2.2  | Bruno Sancho  |
| 4. August | Prolog Volta a Portugal (EZF) | 2.HC | Hugo Sabido   |
| 7. August | 3. Etappe Volta a Portugal    | 2.HC | Hernâni Broco |

## Abgänge – Zugänge
| Zugänge       | Team 2010      | Abgänge        | Team 2011            |
| ------------- | -------------- | -------------- | -------------------- |
| Hugo Sancho   | Benfica (2008) | José Mendes    | CCC Polsat Polkowice |
| Amaro Antunes | Neoprofi       | Filipe Cardoso | Barbot-Efapel        |
| Bruno Silva   | Neoprofi       | Rubén Calvo    | Unbekannt            |
| Rui Vinhas    | Neoprofi       | Nélson Rocha   | Unbekannt            |

## Mannschaft
| Name                | Geburtstag        | Nationalität |
| ------------------- | ----------------- | ------------ |
| Amaro Antunes       | 27. November 1990 | Portugal     |
| Marcio Barbosa      | 20. Februar 1986  | Portugal     |
| Hernâni Broco       | 13. Juni 1981     | Portugal     |
| Miguel Ángel Candil | 21. November 1983 | Spanien      |
| Edgar Pinto         | 27. August 1985   | Portugal     |
| Hugo Sabido         | 14. Dezember 1979 | Portugal     |
| Bruno Sancho        | 13. Dezember 1985 | Portugal     |
| Hugo Sancho         | 14. Dezember 1979 | Portugal     |
| Virgilio dos Santos | 29. Mai 1976      | Portugal     |
| Bruno Silva         | 17. Mai 1988      | Portugal     |
| Rui Vinhas          | 6. Dezember 1986  | Portugal     |

## Platzierungen in UCI-Ranglisten
UCI Europe Tour 2011
|      | Fahrer              | Punkte |
| ---- | ------------------- | ------ |
| 125. | Hernâni Broco       | 109    |
| 236. | Bruno Sancho        | 66     |
| 384. | Hugo Sabido         | 40     |
| 659. | Virgilio dos Santos | 17     |
| 878. | Marcio Barbosa      | 8      |
| 878. | Amaro Antunes       | 8      |
| 987. | Bruno Silva         | 6      |